# Madre de Deus (nau)
A nau Madre de Deus foi o maior navio do mundo no seu tempo, deslocando 1 600 toneladas (900 das quais em carga). Construída na Ribeira das Naus em Lisboa em 1589, para a Carreira da Índia, tinha 50 metros de comprimento e 14,5 metros de largura. Dispunha de 7 conveses e 32 canhões, entre outras armas, empregando uma tripulação de 600 a 700 homens. Em agosto de 1592, carregada de valiosíssimas mercadorias, de regresso a Lisboa na sua segunda viagem à Índia, foi atacada e capturada por uma frota inglesa de seis navios ao largo dos Açores.
A Madre de Deus constituiu um dos maiores saques da História.

## O tesouro
Entre as riquezas transportadas pela nau Madre de Deus estavam baús cheios de pérolas e jóias preciosas, moedas de ouro e prata, âmbar, rolos de tecido da mais alta qualidade, tapeçaria, 425 toneladas de pimenta, 45 toneladas de cravo da Índia, 35 toneladas de canela, 25 toneladas de cochonilha, 15 toneladas de ébano, 3 toneladas de noz-moscada e 2,5 toneladas de benjamim (uma resina aromática usada em perfumes e medicamentos). Havia ainda incenso, sedas, damasco, tecido de ouro, porcelana chinesa, presas de elefante entre outros artigos. Finalmente e talvez o maior tesouro que os ingleses adquiriram: um documento impresso em Macau em 1590, que continha informação preciosa sobre o comércio português na China e no Japão. Richard Hakluyt relatou que este documento foi encontrado fechado numa caixa de cedro, enrolado 100 vezes por um tecido fino de Calecute, tratado como a mais preciosa das jóias.

## O ataque britânico
Em 1592, em violação da Aliança Luso-Britânica de 1373, considerada sem efeito durante a Dinastia Filipina e em plena guerra entre Espanha e Inglaterra, uma frota naval inglesa composta por 6 navios esperava ao largo dos Açores para interceptar navios mercantes de Espanha que vinham das Américas com mercadorias várias, quando uma frota portuguesa vinda do sul se aproximou. Os ingleses forçaram o navio Santa Cruz a terra roubando todas as mercadorias que os portugueses não haviam conseguido salvar. Sob ameaça de tortura conseguiram também obter informação de que havia mais naus a caminho, vindas da Índia.
Uma destas naus era a Madre de Deus, que voltava da sua segunda viagem à Índia e se dirigia para Lisboa carregada de mercadorias. Sensivelmente a meio do mês de Agosto desse ano, os corsários ingleses liderados pelo Comandante Sir John Burrough, tomaram a nau após um longo dia de batalha perto da ilha das Flores, na qual vários marinheiros portugueses perderam a vida.
Quando os ingleses embarcaram, os conveses estavam cheios de sangue e os corpos dos marinheiros estavam espalhados um pouco por todo o navio, mas mais concentrados perto do leme. Burrough poupou a vida do Capitão Fernão de Mendonça Furtado e dos restantes feridos, enviando-os para a costa.
Segundo o uso na época, quando um navio fosse capturado, procedia-se ao transbordo da carga e o navio apresado era incendiado e afundado. Contudo, os corsários ingleses ficaram tão impressionados com as dimensões da nau portuguesa que a rebocaram para Inglaterra.
As enormes naus portuguesas da carreira da Índia, eram construídas de forma a terem boa navegabilidade e um grande espaço de carga, de forma a rentabilizar as viagens, tornaram-se presas cobiçadas pela pirataria emergente na época.

## Em Inglaterra
A tripulação inglesa havia enchido os bolsos com o que podia, antes que o Comandante Burrough pudesse controlar a mercadoria.
A nau atracou no porto de Dartmouth no dia 7 de Setembro, mais alta que todos os outros navios e todas as casas na vizinhança do porto. A nau portuguesa tinha o triplo do tamanho do maior navio inglês, com uma estrutura maciça embelezada e um porão enorme repleto de tesouros da Índia. Nunca se havia visto tal coisa em Inglaterra e gerou-se o pandemónio. A Madre de Deus atraiu para o porto toda a espécie de comerciantes, ladrões e curiosos de quilómetros de distância. As pessoas visitavam o castelo flutuante e procuravam marinheiros bêbedos nas lojas e tabernas circundantes, de quem pudessem tirar os tesouros roubados.
A lei inglesa na altura ditava que uma percentagem do quinhão ia sempre para a coroa e quando a rainha Isabel I de Inglaterra foi informada do sucedido enviou Sir Walter Raleigh para reclamar o seu quinhão e punir os saqueadores. O valor estimado da carga equivalia a metade do tesouro inglês na altura. Quando Raleigh restaurou a ordem já só sobrava na nau cerca de um quarto das mercadorias inicialmente trazidas por Burrough.
Este sopro de riquezas das Índias galvanizou o interesse inglês na região. Os ingleses a partir daqui passaram a vestir os funcionários que faziam as descargas das mercadorias dos navios com uniformes sem bolsos.

## Nota
A Aliança Luso-Britânica de 1373 selada pelo Tratado de Windsor assinado entre o Rei Eduardo III de Inglaterra e o Rei Fernando e a Rainha Leonor de Portugal estabelecia a “amizade perpétua, uniões [e] alianças” entre as duas nações marítimas. É o tratado activo mais antigo do mundo.